# Zvezdne steze
Zvézdne stèze (angleško Star Trek) označuje sedem znanstvenofantastičnih televizijskih nanizank, deset filmov in stotine romanov, računalniških iger in ostalih znanstvenofantastičnih del.
Vsa so postavljena v isto okolje, ki ga je ustvaril Gene Roddenberry v 60. letih 20. stoletja. Predstavlja optimistično prihodnost, v kateri je človeštvo preseglo bolezni, rasizem, revščino, nestrpnost in vojne na Zemlji. Osrednji junaki raziskujejo našo Galaksijo, odkrivajo nove svetove, se srečujejo z novimi civilizacijami ter razširjajo mir in razumevanje.
Zvezdne steze so eno izmed najbolj razširjenih del v zgodovini znanstvene fantastike.
Večina dogodkov v seriji je v teoriji fizično mogoče (črne luknje, ukrivljanje časa in vesolja, warp pogoni...). Zato je tudi navdih za veliko pravih znanstvenikov (Robert Hurt, John Smith, Lee Sheldon, Mark Rayman...)

## Televizijske nanizanke
Televizijska nanizanka Zvezdne steze je nastala v letu 1966. Obstaja pet »Star Trek« nanizank in risanka, skupaj 725 posameznih epizod, ki so se predvajale skozi trideset sezon (do maja 2005 in brez prve, neobjavljene pilotne episode).

### Zvezdne steze (1966-1969)
Glej: Zvezdne steze: Prva nanizanka.
Zvezdne steze so prvič predvajali 8. septembra 1966 na ameriški televizijski postaji NBC. Zgodba je prikazovala posadko vesoljske ladje Enterprise iz Združene federacije planetov in njihove pustolovščine »tja, kamor še ni stopila človeška noga« (angleško: To boldly go where no man has gone before.).
V začetku je bila precej neuspešna, gledanost in prihodki iz oglaševanja pa nizki. Toda ko se je pojavila nevarnost ukinitve, je zvesti krog navdušenih gledalcev sprožil protest in prepričala NBC, da so producirali še tretjo sezono. Zadnje nadaljevanje so predvajali 3. junija 1969. Nanizanka je postala izredno priljubljena.
Zaradi razlikovanja te nanizanke od ostalih, ki so ji sledile, je postala znana pod imenom Star Trek: The Original Series, okrajšano ST:TOS ali TOS.

### Zvezdne steze (1973-1974)
Glej: Zvezdne steze: Risana nanizanka.
Nanizanko so predvajali pod istim imenom Zvezdne steze, toda postala je poznana pod imenom Star Trek: The Animated Series (skrajšano ST:TAS ali TAS).
Produciral jo je Filmation. Skozi dve sezoni so predvajali dvaindvajset polurnih epizod. Prvotna zasedba je prispevala glasove za svoje junake. Čeprav je svoboda animacije prispevala k velikim nezemeljskim pokrajinam in eksotičnim življenjskim oblikam, je pomanjkanje financiranja omejilo samo kakovost animacij. Nekaj epizod je bilo zaradi prispevka slavnih avtorjev znanstvene fantastike še posebej opaznih.

### Zvezdne steze: Druga faza(Star Trek: Phase II)
Glej: Zvezdne steze: Druga faza.
Načrtovane, vendar nikoli realizirane, so bile Zvezdne steze: Druga faza načrtovane za leto 1978. Sodelovala naj bi večina prvotne zasedbe, nazaj na Enterprise-u za naslednjo petletno misijo. Leonard Nimoy se ni želel vrniti kot Spock, tako da je bil namesto njega načrtovan Vulkanec Xon. Napisali so dvanajst epizod. 
Paramount se je pod vtisom priljubljenih Vojn zvezd odločil, da bo naredil film Zvezdne steze. Nanizanko so odpovedali - prvi scenarij je postal Zvezdne steze: Film (1979), druga dva pa sta bila prirejena za epizode Zvezdne steze: Naslednja generacija.

### Zvezdne steze: Naslednja generacija(1987-1994) (Star Trek: The Next Generation)
Glej: Zvezdne steze: Naslednja generacija
Zvezdne steze: Naslednja generacija (znane tudi kot ST:TNG ali TNG) je postavljena skoraj stoletje kasneje in predstavlja novo vesoljsko ladjo USS Enterprise (NCC 1701-D z novo posadko. Prvič so jo predvajali 28. septembra 1987 kot dvourno epizodo »Srečanje na postaji Farpoint« (angleško: Encounter at Farpoint).
Predvajala se je skozi sedem sezon in se končala z dvodelno epizodo »Vse dobre stvari...« (angleško: All Good Things...), ki so jo predvajali 29. maja 1994. Že ob prvem predvajanju je nanizanka pridobila veliko oboževalcev. Zvezdne steze: Naslednja generacija so bile najbolj gledane od vseh Zvezdnih stez.

### Zvezdne steze: Deep Space Nine(1993-1999) (Star Trek: Deep Space Nine)
Glej: Zvezdne steze: Deep Space Nine
Zvezdne steze: Deep Space Nine (ST:DS9 ali DS9) je trajal sedem sezon. Avery Brooks je igral kapitana Benjamina Lafayetta Siska, prvega afro-američana v poveljniški vlogi v Zvezdnih stezah. Predstavlja dogajanje na vesoljski postaji Deep Space Nine. V prvi epizodi posadka v bližini postaje odkrije stabilno črvino, ki ponuja potovanje v in nazaj iz oddaljenega Kvadranta Γ. Postaja tako postane pomembno taktično izhodišče in tudi bistveno središče za stike z neodkritim delom vesolja. Deep Space Nine ne prikazuje več utopijske prihodnosti iz prejšnjih različic Zvezdnih stez, temveč se osredotoča na vojno, religijo, politične kompromise in ostale teme. Zaradi temačnega ozračja veliko oboževalcev Naslednje generacije ta nanizanka ni več zanimala.
To je bila prva Trek nanizanka brez sodelovanja Gena Roddenberry-ja.

### Zvezdne steze: Voyager(1995-2001) (Star Trek: Voyager)
Glej: Zvezdne steze: Voyager
Zvezdne steze: Voyager (ST:VOY ali VOY ali VGR) so trajale sedem sezon in je edina nanizanka Zvezdnih stez, ki ima za glavno junakinjo žensko kapitanko. Nanizanka sledi dogodivščinam USS Voyager-ja in njeni posadki, ki se znajdejo izgubljeni v Kvadrantu Δ, petinsedemdeset tisoč svetlobnih let od Zemlje. Čeprav je bila gledanost Voyager-ja na začetku visoka, je nato precej padla.
Nanizanka spremlja potovanje posadke ladje USS Voyager, ki se po nesreči v nevihti znajde v kvadrantu delta, 75.000 svetlobnih let od Zemlje. Skušajo se vrniti domov, obenem pa raziskujejo območje, v katerem so se znašli.

### Zvezdne steze: Enterprise(2001-2005) (Star Trek: Enterprise)
Glej: Zvezdne steze: Enterprise
Zvezdne steze: Enterprise (v prvih dveh sezonah imenovan le z Enterprise, okrajšano kot ST:ENT ali ENT) je predhodnik drugih serij Zvezdnih stez. Prva epizoda Zlomljen lok (angl.: »Broken Bow«), se dogaja deset let pred ustanovitvijo Združene federacije planetov, približno med filmom Zvezdne steze: Prvi stik in ostalimi nanizankami Zvezdnih stez. Ta nanizanka prikazuje raziskovanje Vesolja s posadko, ki gre lahko dlje in hitreje kot kdorkoli prej. Predstavlja stanja, ki so znana oboževalcem Zvezdnih stez toda brez izkušenj in pravil, ki so se ustvarile skozi leta zgodovine Zvezdnih stez.

### Zvezdne steze: Discovery(2017-) (Star Trek: Discovery)
Glej: Zvezdne steze: Discovery.
Zvezdne steze: Discovery (4 sesone)(ST:DSC ali ST:DIS) se dogaja po Zvezdne steze: Enterprise in deset let pred Zvezdne steze: Prva nanizanka. Prvi dve epizodi The Vulcan Hello in Battle at the Binary Stars predstavljata zgodbo o tem, kako posadka USS Shenzhou naleti na neznan objekt. Ko se izkaže, da je klingonskega izvora, ze začne spopad.

### Zvezdne steze: Picard(2020-)(Star Trek: Picard)
Glej: Zvezdne steze: Picard
Zvezdne steze: Picard  (1 sezona) (ST:PIC) se dogaja več desetletij po Naslednji generaciji.

### Filmi
Paramount Pictures je producirala deset filmov Zvezdne steze
- Filmi na osnovi Zvezdne steze: Prva nanizanka:
  - Zvezdne steze: Film (Star Trek: The Motion Picture) (1979)
  - Zvezdne steze 2: Khanov bes (Star Trek: The Wrath of Khan) (1982)
  - Zvezdne steze 3: Iskanje Spocka (Star Trek: The Search for Spock) (1984)
  - Zvezdne steze 4: Potovanje domov (Star Trek: The Voyage Home) (1986)
  - Zvezdne steze 5: Končna meja (Star Trek: The Final Frontier) (1989)
  - Zvezdne steze 6: Nepoznana dežela (Star Trek: The Undiscovered Country) (1991)

- Povezovanje Zvezdne steze: Prva nanizanka in Zvezdne steze: Naslednja generacija :
  - Zvezdne steze: Nove generacije (Star Trek: Generations) (1994)

- Filmi na osnovi Zvezdne steze: Naslednja generacija:
  - Zvezdne steze: Prvo srečanje (Star Trek: First Contact) (1996)
  - Zvezdne steze: Upor (Star Trek: Insurrection) (1998)
  - Zvezdne steze: Nemesis (Star Trek: Nemesis) (2002)

- Filmi Kelvinove časovnice:
  - Zvezdne Steze (Star Trek) (2009)
  - Zvezdne steze: V temo (Star Trek: Into darkness) (2013)
  - Zvezdne steze: Onkraj (Star Trek Beyond) (2016)

## Vesoljske ladje
- Seznam vesoljskih ladij v Zvezdnih stezah

## Povezave
- http://www.startrek.com - Dom Zvezdnih stez
- http://www.scifi.si Arhivirano 2005-05-26 na Wayback Machine. - SCIFI Slovenia

### Članki
- Gay "Trek" Arhivirano 2005-03-08 na Wayback Machine. - članek Jonathana Kaya

### Še več povezav
- http://www.trekunited.com - zbiranje denarja za rešitev nanizanke Enterprise
- http://www.saveenterprise.com - Rešimo Enterprise
- http://www.startrekfans.net - oboževalci Star Treka
- http://www.trekbbs.com - Star Trek forum
- http://www.trekweb.com - eden izmed najstarejših in najboljpriljubljenih Star Trek strani
- Star Trek Centar - veliki hrvaški Star Trek portal
- Starfleet - Mednarodna zveza oboževalcev Star Treka
- http://www.memory-alpha.org - Memory Alpha - Star Trek wiki